# Țarina
Țarina falu Romániában, Fehér megyében.

## Fekvése
Verespataktól 5 kilométerre fekvő település; a DC 146-os úton közelíthető meg.

## Népessége
| Lakosok száma | 192 | 178  | 172  | 88   | 68   |
|               | 977 | 1966 | 1992 | 2011 | 2021 |

## Története
A falu területén római kori nekropoliszt fedeztek fel.
Ţarina korábban Verespatak része volt, 1956 körül vált külön, ekkor 187 lakosa volt.
1966-ban 178 lakosából 176 román, 2 magyar volt. 1977-ben 192 román lakosa volt. 1992-ben 172 lakosából 171 román, 1 magyar volt, majd 2002-ben 169 román lakost számoltak össze itt.
A tervezett Verespatak-projekt a falut lebontásra, a lakosságot áttelepítésre szánná.